# Enhydrosoma sordidum
Enhydrosoma sordidum är en kräftdjursart som beskrevs av Albert Monard 1928. Enhydrosoma sordidum ingår i släktet Enhydrosoma och familjen Cletodidae. Inga underarter finns listade i Catalogue of Life.